# Atletik under sommer-OL 2016 - 10000 meter løb (damer)
Kvindernes 10000 meter under sommer-OL 2016 i Rio de Janiro blev holdt d. 12. august på Olympic Stadium.

## Tidsoverigt
Alle tider er i brasiliansk tid (UTC−3).
| Dato                    | Tid   | Runde   |
| ----------------------- | ----- | ------- |
| Fredag, 12. august 2016 | 11:10 | Finaler |